# Lattaia

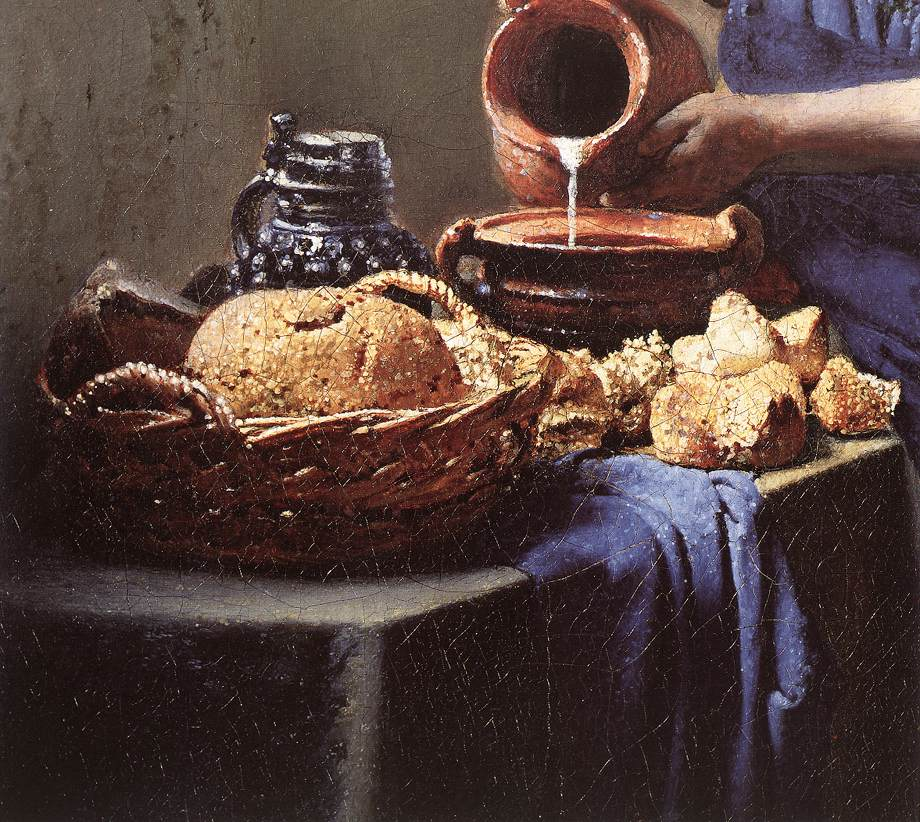
Dettaglio

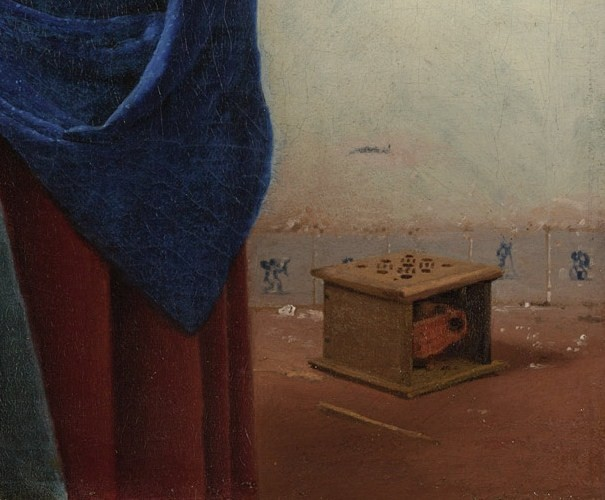
Dettaglio

La Lattaia è un dipinto a olio su tela (45,4x40,6 cm) di Jan Vermeer, databile al 1658-1660 circa e conservato nel Rijksmuseum di Amsterdam.

## Storia
L'opera è certamente quella inventariata nell'asta della collezione Dissius ad Amsterdam (16 maggio 1696) come: «una cameriera che travasa il latte, estremamente ben fatto, dello stesso [Vermeer]; fiorini 175.0». L'alta quotazione raggiunta in quella vendita (seconda solo ai 200 fiorini della Veduta di Delft) testimonia come già all'epoca fosse apprezzata l'opera, oggi ritenuta uno dei capolavori dell'artista e dell'arte dei Seicento europeo in generale.
Il dipinto passò per varie collezioni private olandesi, tutte documentate, finché dalla raccolta Six di Amsterdam non fu acquistato dallo Stato nel 1907, arrivando nel museo nel 1908.

## Descrizione e stile
Il tema delle scene di cucina ebbe una notevole diffusione nei Paesi Bassi fin dal Cinquecento, con le opere di Pieter Aertsen e Joachim Beuckelaer. In seguito l'interesse verso queste rappresentazioni era scemato, restando però vivo a Delft.
Vermeer rappresentò una donna robusta, probabilmente una cuoca, intenta a versare il latte in un interno domestico spoglio. A differenza dei suoi predecessori, all'artista non interessava rappresentare una pittoresca scena di genere o una natura morta di cibi e pietanze più o meno arricchita dalla presenza di figure umane di contorno: sebbene infatti questi temi siano riecheggiati e in parte sviluppati nel dipinto (soprattutto la bella descrizione degli oggetti), quello che colpisce soprattutto è l'atmosfera rarefatta e silenziosa, carica di un'acuta osservazione psicologica della realtà quotidiana, senza enfasi retorica.
La lattaia è infatti colta mentre fa un gesto quotidiano, eseguito quasi con sacralità silenziosa. Nella stanza, illuminata da una finestra sulla sinistra e caratterizzata da una parete spoglia come sfondo (alla Carel Fabritius), gli oggetti immobili rifrangono la luce svelando le loro diverse caratteristiche materiche: in primo piano, sul tavolo, una brocca con coperchio appare lucida e smaltata, mentre il pane sembra croccante e il cestino di vimini assorbe la luce con maggiore opacità. Questi effetti sono ottenuti variando sapientemente la tecnica pittorica, ora liscia e velata, ora ruvida e fatta di piccoli puntini. Accanto alla finestra un'attenzione analoga è riposta nella rappresentazione di una gerla appesa e un paiolo d'ottone. In basso, sul pavimento, si vede poi uno scaldino, tra briciole sparse sul pavimento, vicino a una fila di mattonelle di Delft sporche che fanno da battiscopa. Anche la parete è resa vibrante da alcune semplici ma efficaci notazioni realistiche dell'ambiente: alcune macchie, un chiodo a cui non sta appeso niente, i segni dell'intonaco scrostato sul lato più umido, che dà all'esterno. Sullo sfondo, come hanno evidenziato le radiografie, l'artista aveva inizialmente dipinto una cartina geografica, eliminandola però, assieme ad altri pentimenti, poiché non consona all'ambientazione. Ad accrescere il senso di modestia di questo angolo di cucina, un vetro della finestra è rotto.
Protagonista resta comunque la donna, forte e robusta, leggermente inclinata per bilanciare il peso del contenitore e controllare, con espressione concentrata, la sua azione. Il volto appare inondato di luce e incorniciato dalla cuffia bianca. Il suo busto giallo, il grembiule blu, la gonna rossa, assieme ai colori della brocca e del bacile della terracotta, del bianco del latte, del verdognolo della tovaglia e del drappo azzurro sul tavolo, compongono un mirabile concerto cromatico, in cui le varie note sono fuse senza prevalere l'una sull'altra. Vermeer ha infatti il dono rarissimo di far nascere la pittura, nello stesso istante, come luce e come colore.
Non è da escludere che l'artista abbia nascosto dei messaggi simbolici attraverso alcuni oggetti: lo scaldino, per il calore che emana, può essere letto come un simbolo amoroso, metafora possibilmente confermata dalla presenza di piccoli cupido sulle piastrelle dello zoccolo.